# Dämpfungsglied
Ein Dämpfungsglied, oder Abschwächer ist ein Bauteil, das in den Signalweg geschaltet wird, um das Signal in seiner Amplitude beziehungsweise seinem Pegel zu verringern. Auch ein Spannungsteiler ist ein Dämpfungsglied. Für Messzwecke sind einstellbare Dämpfungsglieder nutzbar.
Je nach Art des Signals unterscheidet man elektrische und optische Dämpfungsglieder. Dämpfungsglieder verfügen in einem weiten Frequenzbereich über eine konstante Dämpfung. Davon zu unterscheiden sind frequenzabhängige Elemente, wie Hochpass, Tiefpass oder Bandpass.
Die Abschwächung wird üblicherweise in Dezibel (dB) angegeben. Dabei entsprechen 20 dB Verminderung der Spannung auf ein Zehntel des Werts vor dem Dämpfungsglied. Dies bedeutet eine Abschwächung der übertragenen Leistung auf 1/100.

## Optische Dämpfungsglieder
Optische Übertragungssysteme sind so ausgelegt, dass sie Signale über lange Glasfaserverbindungen übertragen können. Die Sendeleistung der Laserdiode im Sender muss also entsprechend hoch sein, damit trotz Leitungsdämpfung auf der Empfängerseite ein ausreichender Signalpegel erreicht wird. In der Praxis gibt es jedoch die Situation, dass zwei Übertragungsgeräte, die nicht weit voneinander entfernt sind, optisch miteinander verbunden werden. In solchen Fällen wird zwischen Sender und Empfänger ein Dämpfungsglied in die Übertragungsstrecke eingebaut, damit die hohe Sendeleistung nicht die Empfangsdiode übersteuert. Das Dämpfungsglied erhöht also die Dämpfung und simuliert damit eine längere Glasfaserstrecke. Optische Abschwächer mit Glasfaser-Anschluss werden auch für Messzwecke verwendet.

## Elektrisches Dämpfungsglied

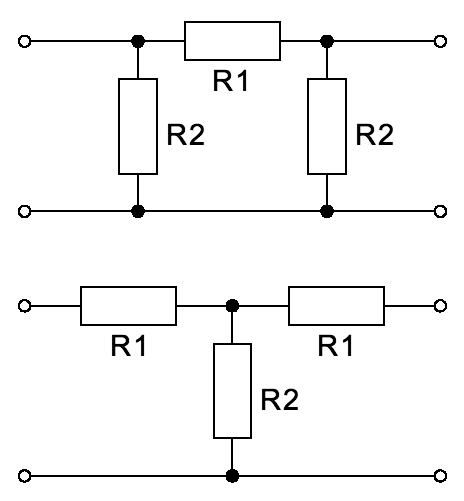
π-Schaltung (oben) und T-Schaltung (unten)

Während etwa in der Audiotechnik einfache Spannungsteiler bei Spannungsanpassung verwendet werden, muss bei elektrischen Dämpfungsgliedern für hohe Frequenzen auf die Impedanzanpassung geachtet werden – es müssen also die Eingangsimpedanz und die Ausgangsimpedanz gleich der Wellenimpedanz der Leitungen sein. Auch für Messverstärker hoher Eingangsimpedanz werden oft Abschwächer eingesetzt, deren Eingangs- und Ausgangsimpedanz gleich (und gleich der des Messverstärkers) sind; diese Abschwächer können beliebig miteinander kombiniert oder durch eine Brücke ersetzt werden, ohne dass sich die Eingangsimpedanz der Schaltung ändert (Beispiel: Eingangsabschwächer von Oszilloskopen). Schaltbare Kombinationen von Dämpfungsgliedern zur genauen Abschwächung werden auch als Stufenabschwächer oder Eichleitung bezeichnet.
Dämpfungsglieder mit gleicher Eingangs- und Ausgangsimpedanz können in π-Schaltung (engl. PI pad) oder T-Schaltung (engl. T pad) aufgebaut sein; die π-Schaltung wird häufiger verwendet. Wenn die Widerstände auf der Eingangs- und Ausgangsseite nicht gleich sind, findet gleichzeitig mit der Abschwächung eine Impedanzanpassung statt.
Ein Sonderfall der T-Schaltung ist die (liegende) H-Schaltung. Dabei werden die horizontal liegenden Widerstände R1 aufgeteilt (typischerweise 50:50) und im unteren Zweig dupliziert. Die Ausgangsspannung liegt damit bei einer 50:50 Aufteilung symmetrisch zwischen der Eingangsspannung. Ähnlich ist das auch mit der π-Schaltung möglich.
Bei Abschwächern hoher Eingangsimpedanz sind den Widerständen noch kleine Kondensatoren parallelgeschaltet, um trotz der unvermeidlichen Streukapazitäten eine frequenzunabhängige Dämpfung zu erzielen.
Räumliche Anordnungen in Hohlleitern zur (variablen) Absorption eines Teils der Hochfrequenzenergie werden ebenfalls als Dämpfungsglieder bezeichnet (Ferrite, Leitungsbeläge …).

### Berechnungen
Bei gegebener Impedanz {\displaystyle Z} und einem Abschwächungsfaktor {\displaystyle 1/a} zwischen Eingangsspannung {\displaystyle U_{1}} und Ausgangsspannung {\displaystyle U_{2}} (bzw. Dämpfungsmaß {\displaystyle \Delta L} in dB)
{\displaystyle a={\frac {U_{1}}{U_{2}}}=10^{\frac {\Delta L}{20\;{\rm {dB}}}}}
errechnen sich die Widerstände eines symmetrischen π-Dämpfungsglieds aus
{\displaystyle R_{1}=Z\ {\frac {a^{2}-1}{2a}}}
{\displaystyle R_{2}=Z\ {\frac {a+1}{a-1}}}
Für das T-Glied ergeben sich die Widerstände aus
{\displaystyle R_{1}=Z\ {\frac {a-1}{a+1}}}
{\displaystyle R_{2}=Z\ {\frac {2a}{a^{2}-1}}}
Allgemein lässt sich auch mittels der Stern-Dreieck-Transformation ein T-Dämpfungsglied (Stern) in ein π-Dämpfungsglied (Dreieck) umrechnen, und umgekehrt.